# Pinterest
Pinterest je webová stránka, která svým uživatelům umožňuje zdarma vytvářet tematické kolekce obrázků či fotografií, které najdou online nebo je nahrají z vlastního počítače. Jedná se tedy o službu, která umožňuje online bookmarking (záložkování) obrázků. Takto vytvořené kolekce (či nástěnky) mohou procházet ostatní uživatelé a jednotlivé obrázky z nich komentovat, označovat tlačítkem „Like“ nebo si je rovnou přidat do své vlastní online nástěnky. Zároveň se jedná o sociální síť, jelikož všichni uživatelé spolu mohou interagovat, komunikovat a vytvářet obsah společně. Používání Pinterestu je zcela zdarma, neexistuje ani žádná placená verze.

## Používání
Možností, jak využívat Pinterest je nespočet. Lze jej využívat čistě pro osobní potřebu (k záložkování zajímavých obrázků), ve vzdělávání nebo pro marketingové účely.
Kromě webové verze si uživatelé mohou zdarma stáhnout aplikace i pro svá mobilni zařízení. Dostupné jsou verze pro Android, iPhone i iPad.

### Registrace
Aby bylo možné Pinterest používat, je nutná registrace. Uživatel ji může provést přihlášením pomocí sociálních sítí Facebook nebo Twitter, pokud zde má založen účet. Jinak se lze registrovat klasickým způsobem pomocí e-mailové adresy, přičemž kromě ní vloží uživatel své uživatelské jméno, které chce na Pinterestu používat a také heslo, se kterým se bude přihlašovat. Dále uvede své jméno a pohlaví (to však může zůstat nespecifikováno).

### Nástěnky („Boards“)
Uživatelé vytváří vlastní virtuální nástěnky („Boards“), které obsahují jednotlivé obrázky („Pins“). Nástěnky je možné ponechat veřejné (každý uživatel Pinterestu si je pak může prohlížet) nebo soukromé. V případě veřejné nástěnky je vhodné, aby byla vřazena do odpovídající kategorie, kterou uživatel může vybrat z nabídky během procesu zakládání nové nástěnky. V nabídce jsou například následující kategorie: architektura, umění, sport, auta, design, film, zahrada, krása, zdraví, fotografie, jídlo, humor a mnoho, mnoho dalších. Toto zařazení je důležité pro budoucí vyhledání nástěnky ostatními uživateli, jelikož jednotlivý obsah, který byl do Pinterestu nahrán, lze procházet právě po kategoriích. Uživatel si může vytvářet neomezené množství nástěnek.
U každé nástěnky může její majitel spravovat (přidávat a poté i odstraňovat) uživatele, kteří dostanou oprávnění nástěnku editovat a vkládat na ni vlastní obrázky.

### Obrázky („Pins“)
Jednotlivé obrázky jsou do nástěnek přidávány buď pomocí jejich URL adresy (v případě, že již jsou online) nebo přímým nahráním z uživatelova počítače. Pro snadnější práci je možné si do lišty v prohlížeči přetáhnout záložkovací tlačítko („Pin It bookmarklet“), na které poté uživatel klikne ve chvíli, kdy se nachází na nějaké webové stránce, ze které si chce založit určitý obrázek. Další způsob jak do nástěnky přidat obrázek, je tzv. „Repin“. To znamená, že uživatel do své nástěnky vloží obrázek, který se aktuálně nachází na nástěnce jiného uživatele. Jednotlivé obrázky lze také označovat tlačítkem „Like“ a vkládat k nim komentáře.

### Interakce mezi uživateli
Pinterest lze používat i v pasivní formě, kdy uživatel nevytváří žádné vlastní nástěnky a nepřidává obrázky. Interakce mezi jednotlivými uživateli totiž spočívá (kromě společné tvorby nástěnek) i ve vzájemném sledování. Pokud nějaký uživatel sleduje jiného, na hlavní stránce Pinterestu jsou mu automaticky zobrazovány nejnovější obrázky, které sledovaní uživatelé přidali. Při sledování nějakého uživatele jsou automaticky sledovány všechny jeho nástěnky. Pokud chce uživatel sledovat jen konkrétní nástěnku (nástěnky), jednoduše nesleduje uživatele, ale pouze konkrétní nástěnku. Nástěnky, které chcete sledovat, můžete vyhledat díky procházení jednotlivých kategorií nebo pomocí vyhledávání.

### Účty pro firmy
Kromě osobních účtů umožňuje Pinterest zakládat i firemní účty. Firemní účet funguje stejně jako ten osobní, je však určen pro komerční využití a dále jsou u něj konkrétní změny především v Podmínkách užívání. Není umožněno spravovat firemní účet pomocí osobního (jako je tomu třeba u Facebooku). Vždy je nutno vytvořit účet nový.

### Akcie firmy Pinterest
Akcie firmy Pinterest se obchodují na Newyorské burze NYSE od roku 2019, svého vrcholu dosáhly v roce 2021 hodnotou $89,15. V prosinci 2023 se pohybovaly okolo hranice $35 a měly stabilní hodnotu s mírným růstem, zapříčiněným rostoucími zisky firmy.